# 21453 Victorlevine
21453 Victorlevine là một tiểu hành tinh vành đai chính với chu kỳ quỹ đạo là 1343.5905524 ngày (3.68 năm).
Nó được phát hiện ngày 20 tháng 4 năm 1998.